# Миша Огњановић
Драгослав Миша Огњановић (Београд, 21. децембар 1961 — Београд, 28. јул 2018) био је српски адвокат кривичар. Током каријере био је учесник у великим броју медијски најпраћенијих случајева у Србији.

## Биографија и каријера
Рођен је 21. децембра 1961. године у Београду. Адвокатским послом бавио се готово 30 година, а звали су га „ђавољи адвокат”.
Током каријере бранио је Слободана Милошевића шест година пред Хашким трибуналом, a био је и заступник његове супруге Мирјане Марковић. У случају убиства Бриса Татона, био је један од адвоката Ђорђа Прелића, вође навијача Партизана, осуђеног због убиства француског навијача.
Последњих година каријере био је у тиму адвоката бранилаца Луке Бојовића, у поступцима пред судовима у Београду и Шпанији.
Био је кандидат Социјалистичке партије Србије за посланика у скупштини, а деведесетих година радио је у Трећем одељењу београдске полиције, специјализованом за истраге убистава у Београду.

## Смрт
Убијен је 28. јула 2018. године хицима из ватреног оружја на Новом Београду, у Улици Антифашистичке борбе од стране непознатих починилаца. Сахрањен је 1. августа 2018. године на Новом гробљу у Београду.

## Лични живот
Иза себе је имао три брака, у првом браку са Нинославом (1962) је добио сина Петра. Други брак са мисицом Наталијом Михић склопио је 2007. године, са којом је имао сина Михајла, а развели су се 2014. године. Од 2017. године био је у браку са бившом мисицом Сањом Папић, са којом је имао ћерку Лару.